# Österreichische Alpine Skimeisterschaften 1954
Die Alpinbewerbe der Österreichischen Skimeisterschaften 1954 fanden vom 4. bis zum 7. Februar in Bad Gastein statt. Zugleich wurden auch die Meister in den nordischen Disziplinen gekürt.

## Herren

### Abfahrt
| Platz | Name             | Zeit       |
| ----- | ---------------- | ---------- |
| 01    | Christian Pravda | 2:53,1 min |
| 02    | Ernst Oberaigner | 2:55,8 min |
| 03    | Gebhard Hilbrand | 2:56,2 min |
| 04    | Ernst Hinterseer | 2:56,7 min |
| 05    | Hans Senger      | 2:57,0 min |
| 06    | Toni Spiss       | 2:57,8 min |
| 07    | Martin Strolz    | 2:59,0 min |
| 08    | Toni Mark        | 3:00,9 min |
| 09    | Arnold Schranz   | 3:01,0 min |
| 10    | Hermann Gamon    | 3:02,4 min |

Datum: 5. Februar 1954

Ort: Bad Gastein

Piste: Graukogel

Streckenlänge: 3400 m, Höhendifferenz: 900 m

### Riesenslalom
| Platz | Name             | Zeit       |
| ----- | ---------------- | ---------- |
| 01    | Ernst Hinterseer | 1:54,3 min |
| 02    | Christian Pravda | 1:55,7 min |
| 03    | Toni Sailer      | 1:56,2 min |
| 04    | Ernst Oberaigner | 1:56,3 min |
| 05    | Hans Senger      | 1:58,3 min |
| 06    | Martin Strolz    | 1:58,5 min |
| 07    | Walter Schuster  | 2:00,3 min |
| 08    | Mathias Leitner  | 2:01,0 min |
| 09    | Othmar Schneider | 2:02,1 min |
| 10    | Alois Zauner     | 2:02,2 min |

Datum: 7. Februar 1954

Ort: Bad Gastein

### Slalom
| Platz | Name             | Zeit       |
| ----- | ---------------- | ---------- |
| 01    | Andreas Molterer | 1:52,8 min |
| 02    | Christian Pravda | 1:55,4 min |
| 03    | Hans Senger      | 1:56,3 min |
| 04    | Arnold Schranz   | 1:56,5 min |
| 05    | Othmar Schneider | 1:56,7 min |
| 06    | Walter Schuster  | 1:58,5 min |
| 07    | Fritz Huber      | 1:58,7 min |
| 08    | Gebhard Hilbrand | 1:59,5 min |
| 09    | Toni Mark        | 2:00,2 min |
| 10    | Hermann Gamon    | 2:00,4 min |

Datum: 6. Februar 1954

Ort: Bad Gastein

### Kombination
Die Kombination setzt sich aus den Ergebnissen von Slalom, Riesenslalom und Abfahrt zusammen.
| Platz | Name             | Punkte |
| ----- | ---------------- | ------ |
| 01    | Christian Pravda | 02,77  |
| 02    | Hans Senger      | 07,44  |
| 03    | Ernst Oberaigner | 10,30  |
| 04    | Andreas Molterer | 11,66  |
| 05    | Martin Strolz    | 13,16  |
| 06    | Gebhard Hilbrand | 13,33  |
| 07    | Walter Schuster  | 14,16  |
| 08    | Arnold Schranz   | 15,76  |
| 09    | Toni Mark        | 16,25  |
| 10    | Hermann Gamon    | 16,78  |

## Damen

### Abfahrt
| Platz | Name                 | Zeit       |
| ----- | -------------------- | ---------- |
| 01    | Trude Klecker        | 2:05,9 min |
| 02    | Rosi Sailer          | 2:06,2 min |
| 03    | Luise Jaretz         | 2:06,6 min |
| 04    | Lotte Blattl         | 2:07,0 min |
| 05    | Hilde Hofherr        | 2:08,4 min |
| 06    | Josefa Frandl        | 2:08,5 min |
| 07    | Erika Mahringer      | 2:10,8 min |
| 08    | Dorothea Hochleitner | 2:12,5 min |
| 09    | Resi Schafflinger    | 2:13,4 min |
| 10    | Regina Schöpf        | 2:13,5 min |

Datum: 6. Februar 1954

Ort: Bad Gastein

Piste: Graukogel

### Riesenslalom
| Platz | Name                 | Zeit       |
| ----- | -------------------- | ---------- |
| 01    | Dorothea Hochleitner | 1:48,1 min |
| 02    | Trude Klecker        | 1:48,2 min |
| 03    | Erika Mahringer      | 1:48,5 min |
| 04    | Rosi Sailer          | 1:50,2 min |
| 05    | Lotte Blattl         | 1:52,1 min |
| 06    | Luise Jaretz         | 1:52,4 min |
| 07    | Josefa Frandl        | 1:54,0 min |
| 08    | Hilde Hofherr        | 1:57,4 min |
| 09    | Evi Knapp            | 2:02,2 min |
| 10    | Rita Handler         | 2:04,7 min |

Datum: 4. Februar 1954

Ort: Bad Gastein

### Slalom
| Platz | Name                 | Zeit       |
| ----- | -------------------- | ---------- |
| 01    | Dorothea Hochleitner | 2:01,5 min |
| 02    | Lotte Blattl         | 2:05,8 min |
| 03    | Regina Schöpf        | 2:06,7 min |
| 04    | Erika Mahringer      | 2:07,3 min |
| 05    | Hilde Hofherr        | 2:09,9 min |
| 06    | Rosi Sailer          | 2:11,7 min |
| 07    | Trude Klecker        | 2:14,6 min |
| 08    | Luise Jaretz         | 2:16,4 min |
| 09    | Evi Knapp            | 2:17,5 min |
| 10    | Herta Neuhuber       | 2:19,2 min |

Datum: 5. Februar 1954

Ort: Bad Gastein

Tore 1. Lauf: 47, Tore 2. Lauf: 47

### Kombination
Die Kombination setzt sich aus den Ergebnissen von Slalom, Riesenslalom und Abfahrt zusammen.
| Platz | Name                 | Punkte |
| ----- | -------------------- | ------ |
| 01    | Dorothea Hochleitner | 05,06  |
| 02    | Lotte Blattl         | 06,58  |
| 03    | Rosi Sailer          | 08,10  |
| 04    | Trude Klecker        | 08,21  |
| 05    | Erika Mahringer      | 10,79  |
| 06    | Luise Jaretz         | 13,08  |
| 07    | Hilde Hofherr        | 14,23  |
| 08    | Josefa Frandl        | 17,62  |
| 09    | Resi Schafflinger    | 36,16  |
| 10    | Regina Schöpf        | 38,46  |